# Ahorn auf dem Gartenfriedhof
Der Ahorn auf dem Gartenfriedhof in Hannovers Stadtteil Mitte wird als Naturdenkmal unter der Nummer ND-H 247 geführt. Nach seiner Art gehört der Baum zu den Ahornen (Acer platanoides). Er ist Teil des Grabmals von Heinrich Bernhard Röhrs, das 1835 auf dem Gartenfriedhof neben der Gartenkirche St. Marien an der Marienstraße angelegt wurde. Die Grabstelle, ein Standmal mit einem Reliefbild des Verstorbenen, ist von einem Ziergitter umgeben, durch das der Baum gewachsen ist. Das Grabmal ist ein Baudenkmal. Wegen der von dem Ahorn umwachsenen Gitterstäben wurde die Grabstätte auch „Eisenfressergrab“ genannt.
Die Stadt Hannover hatte den Baum im Jahr 1989 unter der Nummer ND-HS 40 unter Schutz gestellt. Die nach dem Niedersächsischen Kommunalverfassungsgesetz inzwischen für die Aufgaben der unteren Naturschutzbehörde zuständige Region Hannover ordnete die Naturdenkmale für ihr Gebiet im Jahr 2010 neu, hob die bisherigen Verordnungen der Kommunen auf, erließ für die meisten der bisherigen Naturdenkmale eine neue (Sammel-)Verordnung und begründete die Unterschutzstellung dieses Baumes in der neuen Verordnung mit dieser Beschreibung:
Der Baum muss in jungen Jahren von Menschenhand waagerecht durch das 2,5 m lange Umgrenzungsgitter der Südseite geflochten worden sein, so dass er erst an der Südostecke senkrecht in die Höhe wächst. Die Zaunstäbe hat er in sich aufgenommen.
und nannte als Schutzzweck
Der Spitzahorn (Acer platanoides) gilt als Kuriosität von besonderer Eigenart. Er ist von heimatkundlicher Bedeutung.
Den Standort beschreibt die Verordnung:
Auf dem Gartenfriedhof hinter der Gartenkirche, nördlich der Marienstraße, auf der 1835 angelegten Grabstätte des hannoverschen Kaufmanns und Senators Heinrich Bernhard Röhrs,
nennt als Flurdaten
Hannover-Hannover, Flur 14, Flurstück 258/5
und verwendet die Bezeichnung:
Ahorn auf dem Gartenfriedhof.
Im Frühjahr 2021 bot sich dieses Bild: Der Baum war in jüngerer Zeit baumpflegerisch nicht erkennbar behandelt worden. Der in seinem waagerechten Teil mit Moos und Flechten bewachsene Stamm streckte sich an einem der Sandstein-Pfeiler der Grabstätte senkrecht in die Höhe.